# CCL7

undefined
CCL7 (englisch CC-chemokine ligand 7) ist ein Zytokin aus der Familie der CC-Chemokine.

## Eigenschaften
CCL7 ist an Entzündungsprozessen beteiligt. Es wird von Monozyten und manchen Tumorzelllinien gebildet. Die größte Homologie besitzen CCL7 und CCL2 (synonym MCP1). CCL7 bindet an die Matrix-Metalloprotease MMP2.